# Lijst van voetbalinterlands Angola - Equatoriaal-Guinea (vrouwen)
Deze lijst van voetbalinterlands is een overzicht van alle officiële voetbalinterlands tussen de nationale vrouwenteams van Angola en Equatoriaal-Guinea. De landen hebben tot nu toe vier keer tegen elkaar gespeeld. 

## Wedstrijden
| № | Plaats        | Datum            | Competitie                   | Wedstrijd                   | Uitslag |
| - | ------------- | ---------------- | ---------------------------- | --------------------------- | ------- |
| 1 | Dar es Salaam | 11 augustus 2002 | Afrika Cup 2002 kwalificatie | Angola − Equatoriaal-Guinea | 3 − 0   |
| 2 | Malabo        | 24 augustus 2002 | Afrika Cup 2002 kwalificatie | Equatoriaal-Guinea − Angola | 1 − 3   |
| 3 | Luanda        | 12 maart 2006    | Afrika Cup 2006 kwalificatie | Angola − Equatoriaal-Guinea | 3 − 2   |
| 4 | Malabo        | 26 maart 2006    | Afrika Cup 2006 kwalificatie | Equatoriaal-Guinea − Angola | 3 − 1   |

## Samenvatting
| Competitie              | Totaal gespeeld | Winst Angola | Gelijk | Winst Equatoriaal-Guinea | Doelsaldo Angola – Equatoriaal-Guinea |
| ----------------------- | --------------- | ------------ | ------ | ------------------------ | ------------------------------------- |
| Afrika Cup kwalificatie | 4               | 3            | 0      | 1                        | 10 − 6                                |
| Totaal                  | 4               | 3            | 0      | 1                        | 10 − 6                                |